# S-gruppen

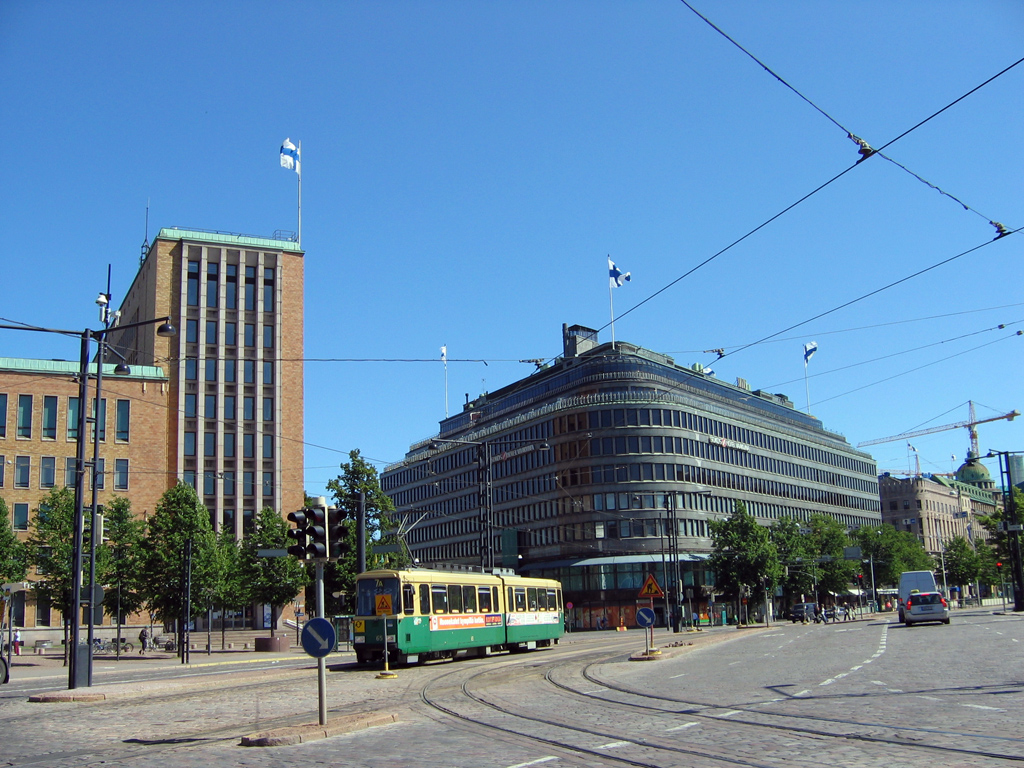
S-gruppens byggnad i Helsingfors, med Sokos-varuhus och Sokos-hotell

S-gruppen (finska: S-ryhmä) är en finländsk företagsgruppering inom detaljhandeln som fungerar enligt andelslagsprincipen. Den består av 19 självständiga regionala handelslag, Centrallaget för Handelslagen i Finland (SOK, finska: Suomen Osuuskauppojen Keskuskunta) med diverse dotterbolag. SOK ägs av handelslagen som däremot ägs av så kallade ägarkunder. 
S-gruppen hade en marknadsandel i Finland år 2006 på 39,9 % jämfört med den största konkurrenten Kesko som hade 33,5 %. 
Den största regionhandelslagen är HOK-Elanto som har sin verksamhet i huvudstadsregionen (förutom Grankulla) och i mellersta delar av Nyland. Bland de 18 andra regionhandelslagen är Varuboden-Osla i Nyland och på Åland, KPO och Eepee i Österbotten, TOK i Egentliga Finland, KSO i Kymmenedalen, Pirkanmaa i Birkaland, Hämeenmaa i Tavastland samt Arina i norra delar av Finland.  
SOK:s dotterbolag bedriver verksamhet även i Estland och Ryssland.

## Historia
S-gruppens historia går tillbaka till Centrallaget för Handelslagen i Finland (SOK) som grundades 1904 som kooperativt förbund i Finland med ansvar för samköp, rådgivning och styrning. Verksamheten utvecklades även till att omfatta stickeri, borstfabrik, cikoriafabrik, kafferosteri och krydd- och tepackeri. 1916 delades den kooperativa rörelsen i Finland i en borgerlig och en arbetardel. Arbetardelen fick namnet OTK med Väinö Tanner som en av dess ledare. SOK utvecklades till den största grossisten i Finland.
1952 öppnades det första Sokos-varuhuset på Mannerheimvägen i Helsingfors.
På 1980-talet antogs namnet S-gruppen i samband med en omorganisation och blev samlingsnamnet för SOK, handelslagen och dotterbolagen.

## Kedjor och affärsverksamhet

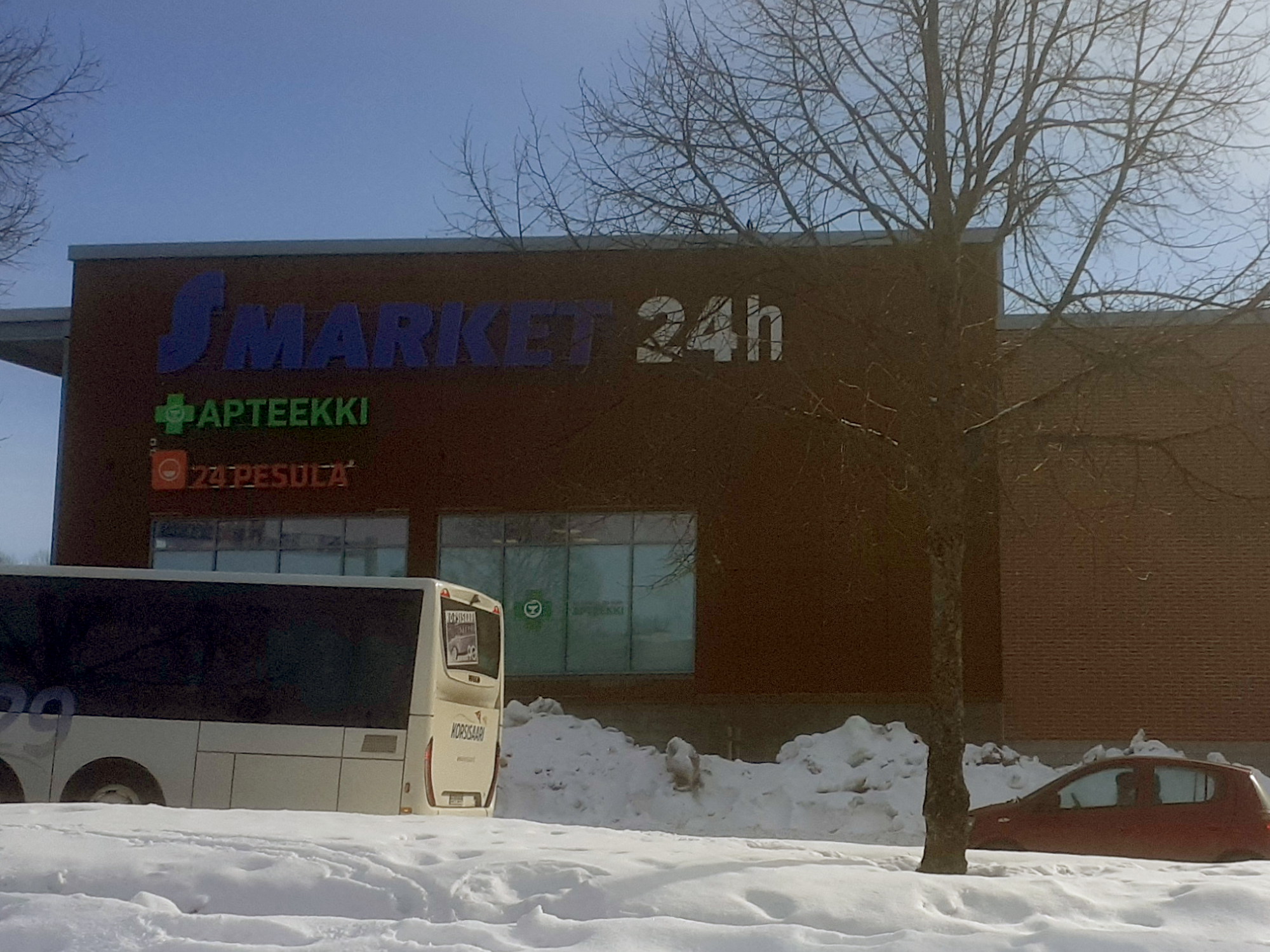
Klövskogs nya S-market butik med 24/7 öppettider.

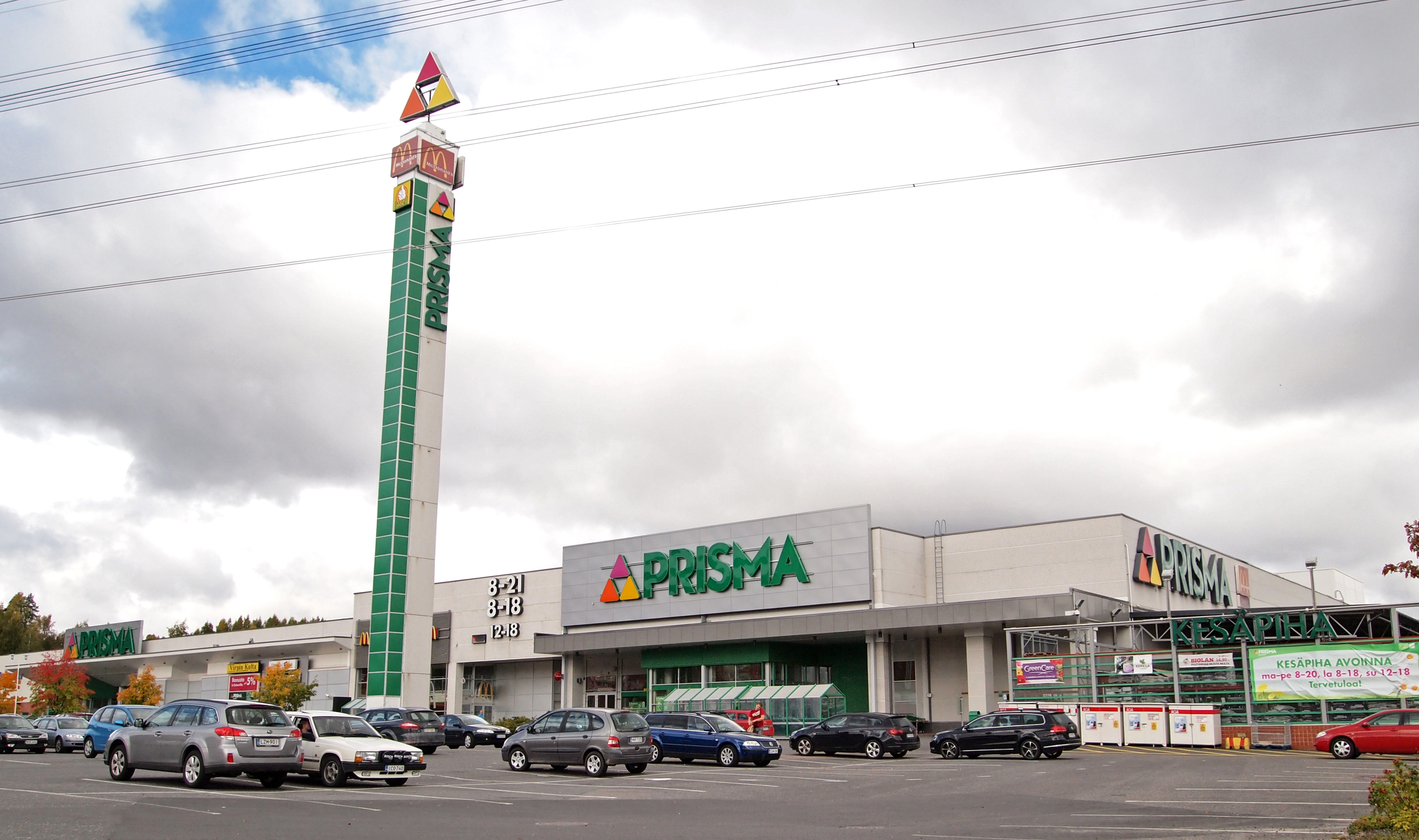
Stormarknaden Prisma i Jyväskylä.

### Dagligvaruhandeln
- Sale - små dagligvaruaffärer främst på landsbygden. Det finns ca 170 Sale-butiker i Finland.
- Alepa - Sales motsvarighet i Storhelsingfors. Det finns ca 70 Alepa-butiker i Helsingfors och omgivande städer.
- S-market - större supermarketkedja med 400 butiker. Finlands största marketkedja[17].
- Prisma - en hypermarketkedja med ca 50 verksamhetsställen i större städer. Även i Estland och S:t Petersburg[17].
- ABC-Market - små dagligvaruaffärer vid vissa ABC-trafikstationer[17].
- Food Market Delikatessen (finska: Food Market Herkku) - de före detta Stockmann Delikatesser i Helsingfors, Esbo och Åbo.[18][19][20]

### Varuhus och specialaffärer
- Sokos - varuhuskedja[17]. Det finns 20 Sokos-varuhusen i Finland[21].
- Emotion - skönhets specialaffärer[17][22].

### Hotell- och restaurangbranch
- Sokos Hotels - Finlands största hotellkedja. Tre olika hotelltyper: Break, Solo och Original. Ägs av de regionhandelslagen eller Sokotell Oy. Även i Tallinn och S:t Petersburg.[17]
- Radisson Blu hotellen i Finland[17]
- Kedjerestauranger - bland annat Amarillo, Coffee House, Frans & les Femmes, PizzaBuffa, Rosso, Trattoria och VENN[17][23].
- Några unika restauranger[17]

### Bränslehandeln
- ABC-bensinstationer. Även trafikbutiker med market och restaurang.[17]

### Järnhandeln
- Kodin Terra[17]
- S-rauta[17]

### Bank
- S-Banken[17] (se nedan)

### Övriga
- Några regionhandelslag bedriver också bil- och lantbrukshandeln[17].

## Ägarkundskap och Bonus
S-gruppens stamkundssystem grundar sig på delägarskap i det lokala andelslaget. Andelsinsatsen varierar mellan de olika andelslagen. Ägarkunden får till sitt förfogande det sk. S-Förmånskortet (finska: S-Etukortti), vilket kan uppvisas vid varje inköpstillfälle i S-gruppens verksamhetsställen i hela Finland.
På basis av det sammanlagda värdet på de månatliga inköpen i S-gruppen utbetalas varje månad 1-5 % i Bonus. Innehavare av ett sk. kontantkort får Bonus i form av en bonussedel, medan de som har ett S-konto bundet till kortet får Bonus utbetalad direkt på kontot. I det senare fallet behöver kunden med andra ord inte nödvändigtvis konsumera penningförmånen inom S-gruppen.
S-förmånskortet är det allmännaste stamkundskortet i Finland.[källa behövs] År 2020 hade man drygt 2,4 miljoner andelstagare..

## S-Banken
S-Banken (finska: S-Pankki) är en butiksbank som grundades 2007 i samband med en ändring i den finska andelslagslagen. Nya ägarkunder blir numera automatiskt medlemmar i S-Banken och får ett S-konto till sitt förfogande. Banken beviljar även kredit.
S-Banken har inga egna kontor, utan verksamheten grundar sig på internettjänster. Bankärenden kan också skötas i S-gruppens butiker.